# Risòdids
Els risòdids (Rhysodidae) són una petita família de coleòpters del subordre Adephaga, amb unes 350 espècies majoritàriament tropicals, repartides en 40 gèneres. Es troben en tots els continents, entre els quals destaquen Nova Guinea, Indonèsia, Filipines, i el nord de Sud-amèrica.
Són de mida petita, de 5 a 8 mm i de color marró vermellós a negre, de cos allargat, ja que el tòrax com els èlitres són allargats. El cap també és allargat, i tenen el coll marcat més estret. Les antenes són curtes i amb 11 segments, mentre que les mandíbules no tenen vores esmolades i, per tant, no són operatives. Les potes davanteres són curtes però gruixudes.

## Taxonomia
La família dels risòdids inclou el gèneres següents:
- Arrowina
- Clinidium
- Collyris
- Dhysores
- Grouvellina
- Kaveinga
- Kupeus
- Leoglymmius
- Medisores
- Neodhysores
- Omoglymmius
- Plesioglymmius
- Rhysodes
- Rhyzodiastes
- Shyrodes
- Sloanoglymmius
- Srimara
- Tangarona
- Xhosores
- Yamatosa